# 源义朝
源义朝（1123年—1160年），日本平安時代末期武士，河內源氏栋梁。源为义的长男，母亲是藤原忠清的女儿。源赖朝、源义经的父亲。
曾祖父源义家死后，河内源氏由于内乱，在京都的地位衰落。从京都下放到东国的源义朝，组织当地豪族发展自己的力量，在东国建立起庞大的势力，再次回到京都，被授予下野守的职位。率领东国武士团在保元之乱中获得了战功，兼任左马头。
在平治之乱中和藤原信赖一同败北，在从京都逃亡到尾张的途中被杀。其在东国所建立的势力，成为日后其子源赖朝、源义经起兵的基础。

## 生平

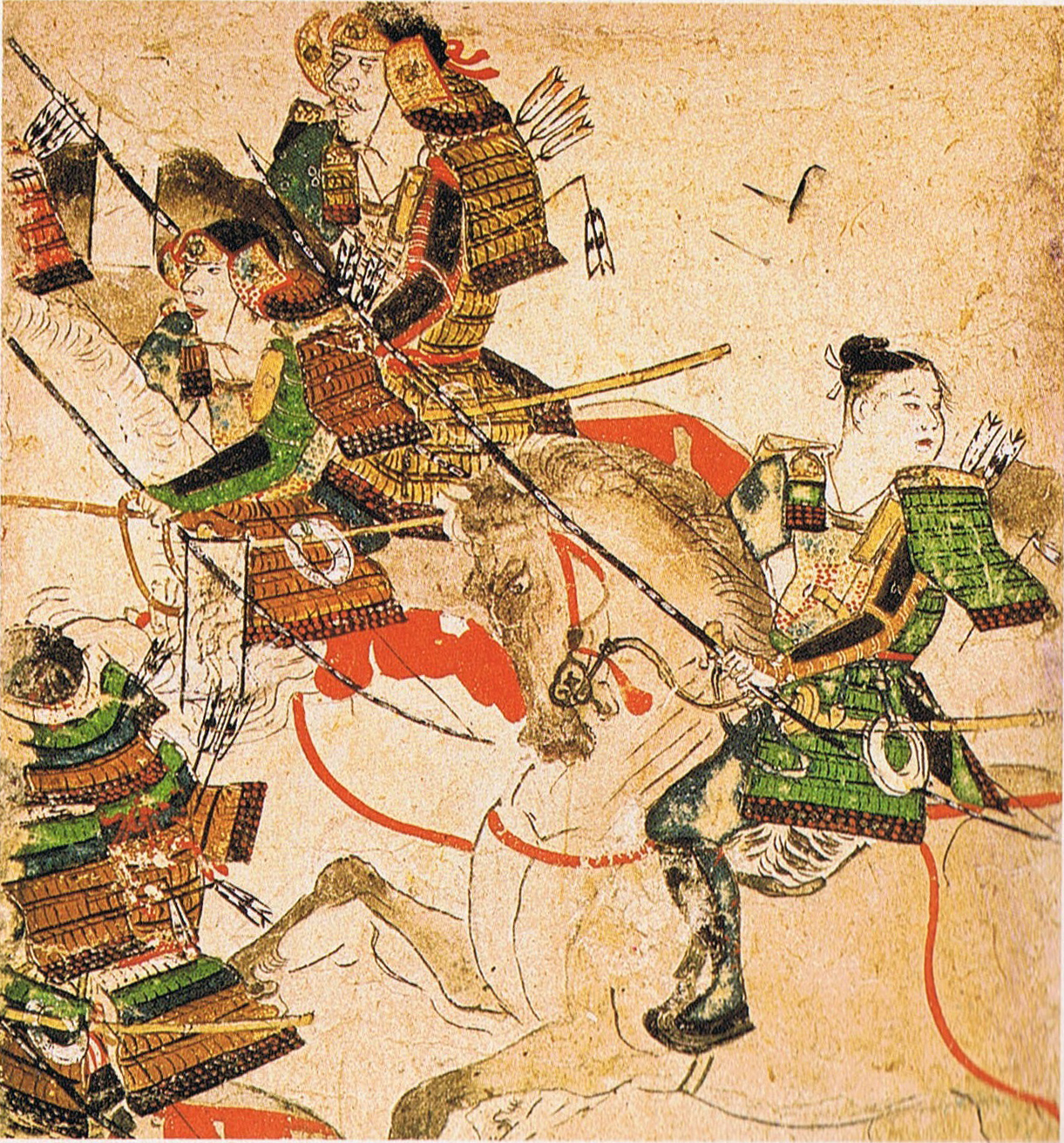
《平治物語繪卷》中的源義朝（上）與源賴朝（右）

父从五位下检非违使源为义，母白河院近臣淡路守藤原忠清之女。
少年时寄寓在东国，被称为“上总的御曹司”。
仁平三年（1153年），叙位从五位下下野守。久寿二年（1155年），兼右马助。
保元元年（1156年），参与平定保元之乱，兼左马头。翌年，叙位正五位下。
平治元年（1159年），发动平治之乱，叙位从四位下播磨守，随即战败。翌年，在逃亡东国途中被杀。

## 家庭
- 正室：由良御前（日语：由良御前）
  - 長女：坊門姬 (一條能保妻子)
  - 三子：源賴朝
  - 五子：源希義
- 側室：橋本遊女
  - 長子：源義平
- 側室：波多野義通的妹妹
  - 次子：源朝長
- 側室：遠江国池田宿遊女
  - 六子：源範賴
- 側室：常盤御前
  - 七子：阿野全成（日语：阿野全成）
  - 八子：義圓（日语：義円）
  - 九子：源義經
- 生母不明的兒子：
  - 四子：源義門（日语：源義門）

## 外部連結
- 大日本史叛臣列傳源義朝 （页面存档备份，存于）